# Decepticony
Decepticony (ang. Decepticons) – jedna z frakcji robotów uniwersum Transformers. Pogrążeni są w wojnie z Autobotami, próbującymi powstrzymać Decepticony przed przejęciem władzy nad światem. Cechuje je absolutny brak skrupułów. Pierwszym wodzem Decepticonów był Upadły (Fallen).
Nazwa Decepticons wywodzi się od angielskiego słowa deception, co oznacza oszustwo, podstęp.

## Najważniejsi członkowie

### Transformers: Generacja 1
- Megatron
- Starscream
- Soundwave
- Shockwave
- Laserbeak
- Galvatron
- Cyklonus
- Scourge

### Trylogia Unicrona

#### Transformers: Armada
- Megatron/Galvatron
- Starscream
- Cyklonus

#### Transformerzy: Wojna o Energon
- Megatron/Galvatron
- Cyclonus/Snow Cat
- Starscream

#### Transformerzy: Cybertron

##### Z Cybertronu
- Megatron/Galvatron
- Starscream

##### Z Animatrosu
- Scourge

### Transformers (film)
- Megatron
- Starscream

### Transformers Animated
- Megatron
- Starscream
- Soundwave
- Shockwave
- Cyclonus

### Transformers: Zemsta upadłych
- Megatron
- Starscream
- Soundwave
- Jetfire (jako ich zdrajca)
- Megatronus Prime (Upadły)